# William Wurster
Pour les articles homonymes, voir Wurster.
William Wilson Wurster, né le 20 octobre 1895 à Stockton et mort en 1973, est un architecte et professeur d'architecture américain.

## Biographie
Il est professeur d'architecture à l'université de Californie à Berkeley.
Il se marie avec Catherine Bauer Wurster en 1940.
Il cofonde l'entreprise Wurster, Bernardi & Emmons en 1945.
Il a travaillé sur le Stern Hall (en) de l'université de Californie à Berkeley, le Center for Advanced Study in the Behavioral Sciences  de l'université Stanford, le Ghirardelli Square, le 555 California Street, le campus de l'université de Victoria et la 3e Case Study Houses.
Il est élu membre de l'American Institute of Architects (AIA) en 1954, son entreprise a reçu la troisième prix de l'Architecture Firm Award (en) en 1965 et il a personnellement reçu l'AIA Gold Medal en 1969.
Parmi ses élèves figure John Desmond (en).